# Les Deux Gamines (pel·lícula de 1921)
Les Deux Gamines és una pel·lícula muda francesa dirigida per Louis Feuillade el 1920 i estrenada el 28 de gener de 1921. Basada en una novel·la melodramàtica, es va refer dues vegades el 1936 i el 1951.
Els decorats de la pel·lícula van ser dissenyats pel director d'art Robert-Jules Garnier.

## Estructura
La pel·lícula consta de dotze episodis:
1. Fleurs de Paris
2. La nuit de printemps
3. La fugitive
4. La morte vivante
5. Le lys sous l'orage
6. L'accalmie
7. Celles qu'on n'attendait plus
8. Parmi les loups
9. Le serment de Ginette
10. Le candidat de la mort
11. La cité des chiffons
12. Le retour

## Repartiment
- Sandra Milowanoff : Ginette
- Olinda Mano : Gaby
- Violette Jyl : Lisette Fleury, la seva mare
- Alice Tissot : Flora Bénazer
- Gaston Michel : l'avi Bertal
- Fernand Herrmann : Pierre Mannin, el pare
- Georgette Lugane : Mlle de Bersanges
- Édouard Mathé : Mr. de Bersanges
- Henri-Amédée Charpentier : Bénazer, el botiguer
- Georges Martel : Maugars
- Jeanne Rollette : Joséphine, la serventa
- Blanche Montel : Blanche
- René Poyen : René
- Laure Mouret : Sephora Bénazer
- Madame Gordenko : Sœur Véronique
- Georges Biscot : Chambertin